# 1898 dans les parcs de loisirs
| Années des parcs de loisirs : 1895 - 1896 - 1897 - 1898 - 1899 - 1900 - 1901    |
| Décennies des parcs de loisirs : 1860 - 1870 - 1880 - 1890 - 1900 - 1910 - 1920 |

## Les parcs d'attractions

### Ouverture
- Beech Bend ( États-Unis)
- Electric Park à Oshkosh ( États-Unis)
- Kennywood ( États-Unis)
- Park on the Palisades ( États-Unis)
- Steel Pier ( États-Unis)